# 大宮交通公園
大宮交通公園（おおみやこうつうこうえん）は、京都府京都市北区に所在する交通公園である。当公園内の一部敷地に北消防署が設けられ、両施設に一体性や回遊性を持たせている。

## 概要

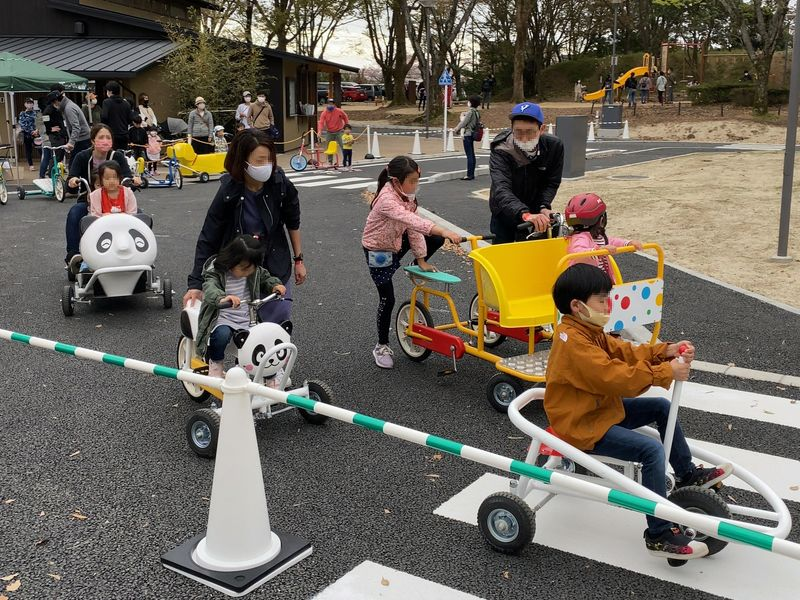
模擬道路を走るおもしろ自転車

豊かな自然環境を生かしつつ、京都市内唯一の交通公園として、市民が自転車を通じて学び、楽しみ、交流する場を目指して整備された公園である。
交通ルールを学ぶ模擬道路を園内に備え、自転車店およびコミュニティールームが設けられている。土曜日、日曜日には園内限定で走行できる風変わりな自転車に体験乗車できるほか、自転車教室やキッチンカーによる軽食販売ならびに地元産品のマルシェなどのイベントが開催される。
広場には季節を彩る花木が植栽され、芝生やベンチ、公園遊具、散策を楽しめる回遊路が整備されている。加えて、災害時における避難者への応急救護を目的としたマンホールトイレ、かまどベンチが再整備に際して新設された。
当公園は、収容人員6,000人の広域避難場所に指定されている。

## 再整備

### 北消防署移転

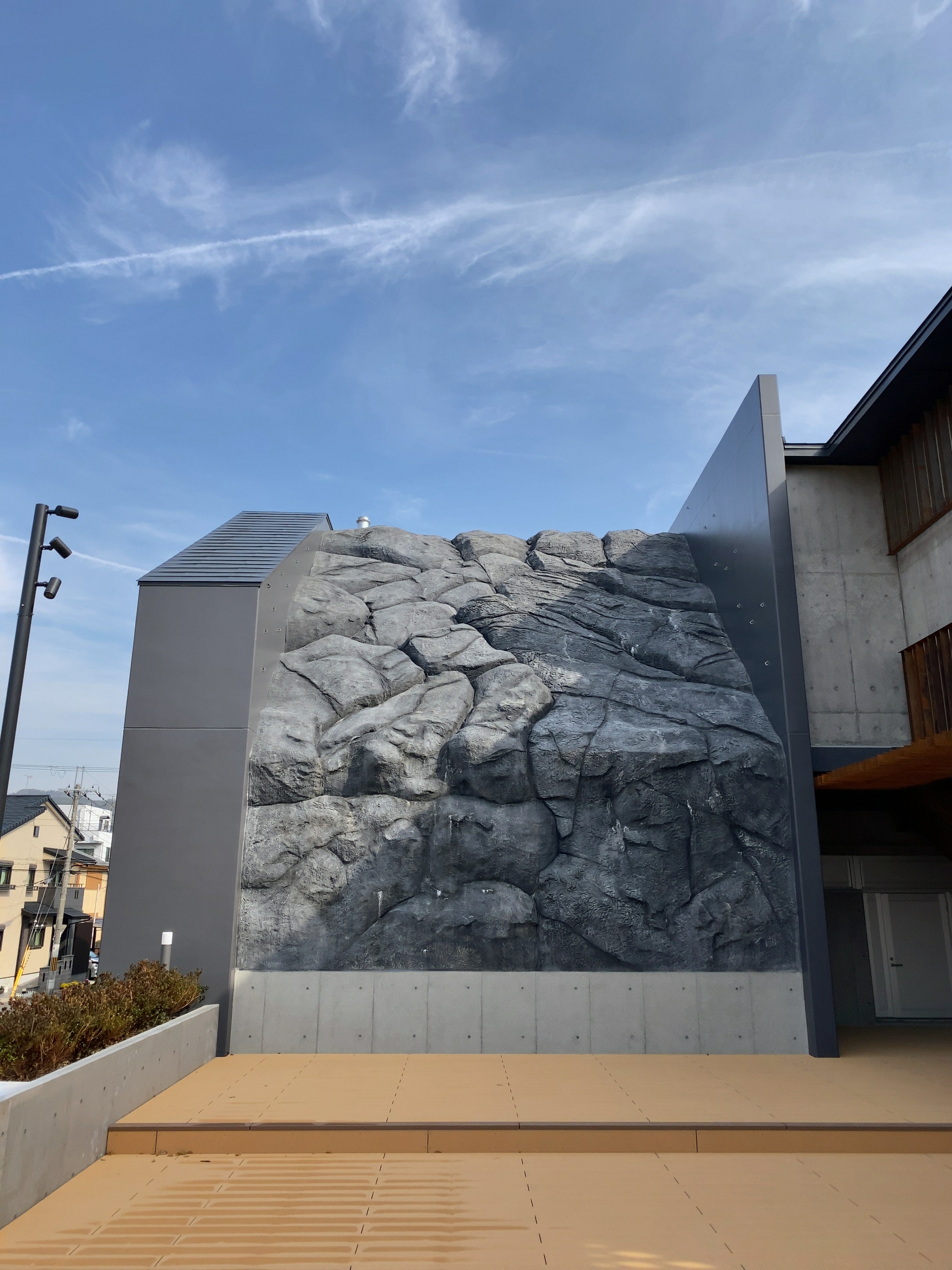
北消防署 山岳救助運営施設

かつて供用していたゴーカートの利用台数は、年間10万台を記録した1980年代より減少し続け、2010年代には6万台に落ち込んだ。少子化の影響もあり、子供の利用を対象としたゴーカートに限らず、高齢者を主とした幅広い年代層が来園できる環境づくりを求められるようになった。
他方、北消防署は1958年（昭和33年）に北区紫竹下緑町に開所して以来60年以上が経過し、庁舎の老朽化が顕著であった。そこで京都市消防局は、2016年（平成28年）8月12日に催された京都市会交通水道消防委員会にて、同署を当公園敷地内に移転する方針を示した。その後、当公園や周辺住民に説明し移転に対する理解を得たとして、設計や環境影響評価を進めたうえで、2019年（令和元年）10月に着工、2021年（令和3年）4月竣工を目指した。
これに対し、移転計画に疑問を抱く地元住民らは「大宮交通公園をよくする会」を結成し、同署移転計画に係る説明会の開催と住民合意に向けた手続きを求める申し入れ書を、11月1日に同会より京都市に提出した。
市は2017年（平成29年）1月25日に、第6回京都市都市緑化審議会にて当公園のあり方についての検討を諮問し、当公園に対する交通公園としての位置づけは、同署移転後も維持する方針を示している。また、3月9日に開催された、有識者を交えて構成する「第1回 大宮交通公園のあり方検討部会」にて、船岡東通に面した当公園の北東端3,000m²の敷地に配置することを明らかにした。
同署移転に伴う事業費は20億9千万円。敷地面積2,888.12m²に鉄骨鉄筋コンクリート造3階建の本館、高さ8メートル、傾斜45度の起伏のある山肌を再現した山岳救助運営施設を備えて、2021年3月29日より運用を開始させた。
当公園来園者が署内配置車両や訓練の様子を見学できるデッキに加え、消防署における資料展示や防火・防災の啓発活動に活用するためのオープンスペース、防火水槽、大規模災害の発生に備えた物資備蓄倉庫が、それぞれ敷地内に設けられた。

### 公園再整備事業
施設の老朽化および前述の北消防署移転を踏まえて当公園の再整備を検討していた京都市は、運営や管理を民間に委託するPark-PFI制度を採用して、2019年4月に大和ハウスのグループ企業である大和リース京都支店グループを事業予定者として選定した。
市民から存続を求める声が上がり、検討対象に挙がっていた電動ゴーカートの導入は見送る一方で、休園前の交通公園機能や園内の自然環境を生かしたうえで、自転車の乗り方を楽しみながら学べる「サイクルセンター」を開設するとの再整備計画を12月に確定させた。
公園再整備に係る事業費は4億6千万円に上り、市は同グループから年間約160万円の使用料を受け取る。

## 沿革

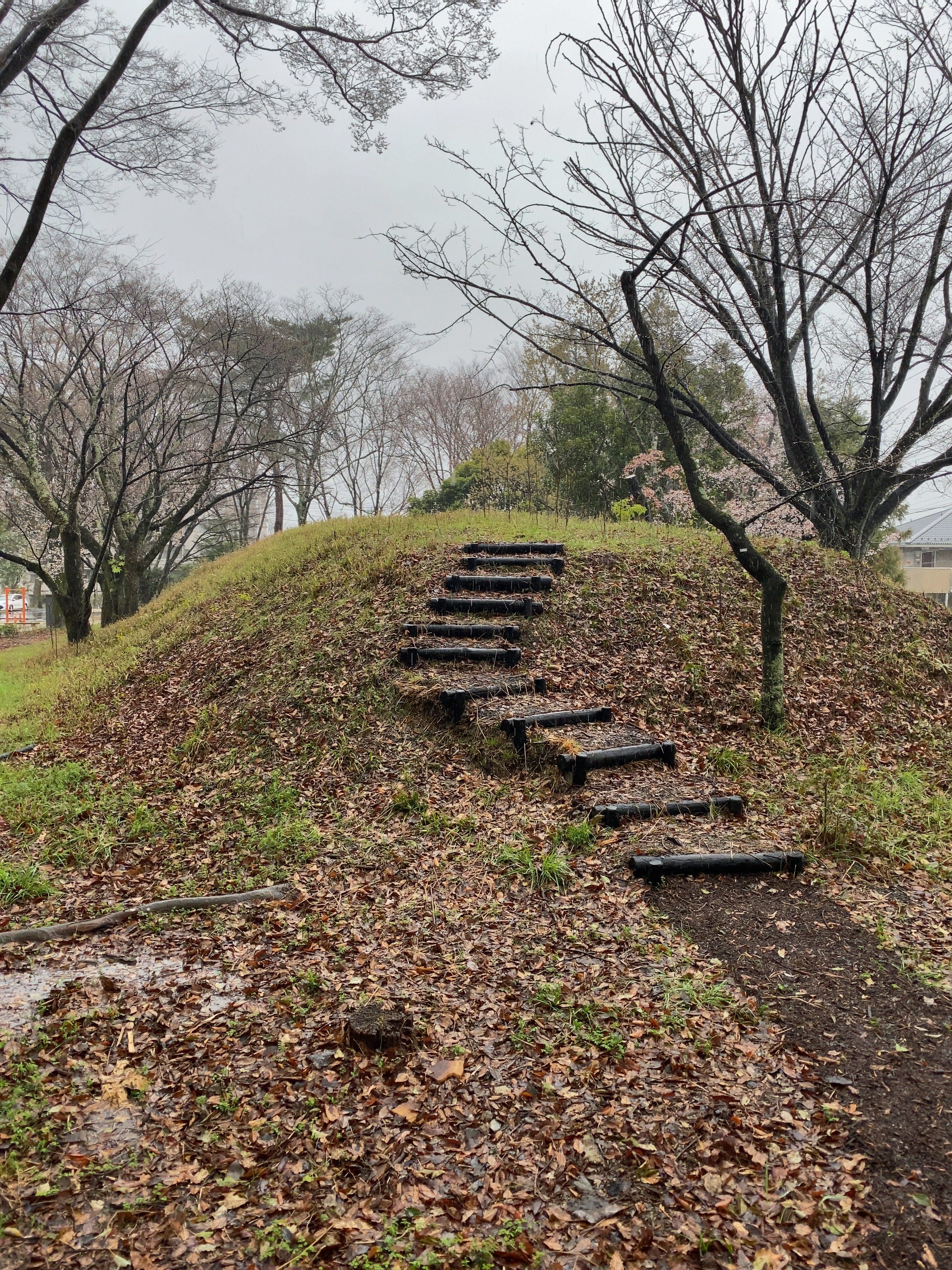
新たに階段が設けられた「御土居」

当公園は、昭和30年代から40年代にかけて周辺地域の区画整理を担った、「大宮区画整理組合」における土地区画整理事業上の公園用地として確保されたものである。
1962年（昭和37年）8月21日に、「都市計画大宮公園」の設置が決定され、京都市が施設設備に係る工事費用900万円を拠出して施工。1969年（昭和44年）5月5日のこどもの日に合わせて開園した。敷地面積は21,338m²。園内には整理組合による完成記念の石碑が残っている。
当公園の一部が、かつて牧場であり、後に大学の馬場だったことが分かっている。
敷地の一部に北消防署を移転させるために、2019年9月30日をもって休園。ゴーカートの供用は同日をもって終了した。
2021年3月21日に、自転車ルールが学べる広場として部分開園。10時に竣工式が行われ、広場や回遊路が開放された。4月1日、有料駐車場およびコミュニティールームの供用を開始し、リニューアルオープンした。

## 御土居
当公園南側に土塁の一部が残る。御土居としての史跡指定はされていない。かつては周囲をフェンスで囲って立ち入りを禁じていたが、公園再整備事業にて階段を設置し、自由に登れるようにした。

## 再整備前の概要
子供たちが楽しみながら、交通に関する知識や、正しい交通ルールを身につけることを目的として開園し、公園内に各種の遊具施設を備え、信号、交差点、標識や横断歩道などが設置された園路をゴーカートで走ることができた。
また、蒸気機関車1両（加悦鉄道C-160）、貨車1両（国鉄ヨ6720）が、再整備に伴う休園時まで保存されていた。かつては京都市電の車両が2両保存され、児童向け書籍が車両内に設置された本棚に備えられて、自由に読むことができた。
2015年に、京都市電1800形1860が岡崎公園に移設され観光案内所として転用された。C160蒸気機関車は、2019年の休園をもって与謝野町に返還譲渡され、加悦鉄道資料館に移設。ヨ6720は群馬県吾妻郡中之条町の太子駅跡に移設された。京都市電の狭軌1形1（車体の番号は「6」にされていた）も、2020年に大阪府交野市の霊園に移設された。
その他、参加者の年齢に応じて、人形劇、ビデオ、講話などを用いて、交通ルールを指導する交通教室が開かれたほか、団体向けに交通教室、歩行指導、自転車走行シミュレーターを用いた自転車指導などの交通安全指導も行っていた。

### 一般

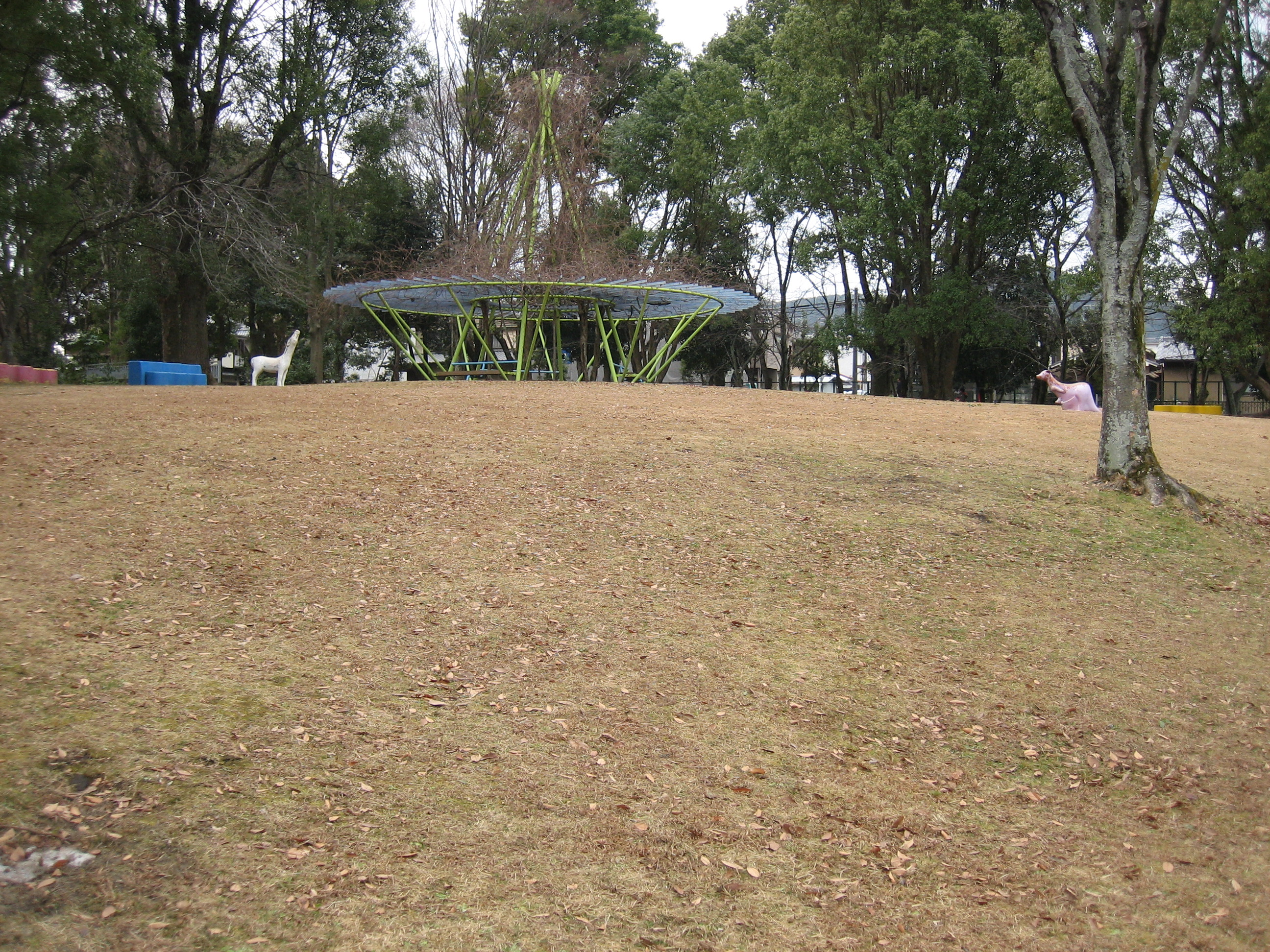
築山と芝生

開園時間
9:00 - 16:30
休園日
火曜日（祝日の場合は開園され、その翌日が休園日となる）および年末年始期間（12月29日 - 翌年1月3日）
園内遊具
すべり台、ジャングルジム、砂場、鉄棒、シーソー、雲梯（うんてい）ほか
三輪車（就学前児童のみ）、足踏みゴーカート（小学2年生以下の児童のみ）
交通教室
月曜日、水曜日、木曜日、金曜日の午前中に開催
駐車場
15台（有料）

### ゴーカート

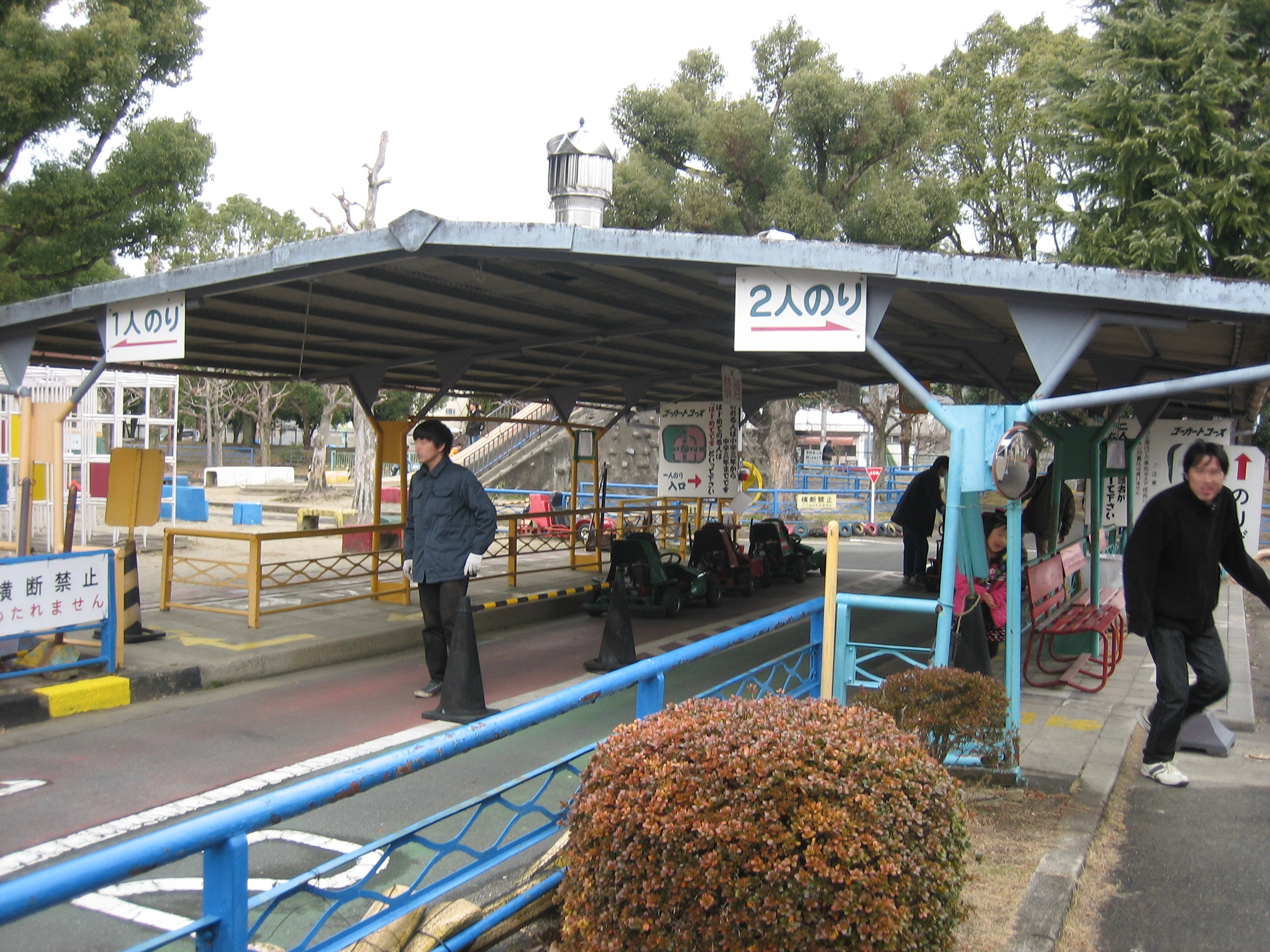
ゴーカート乗り場

運転時間
9:00 - 12:00、13:00 - 16:00 天候により中止されることがある。
使用料
単席200円・単席回数券3回分500円（小学3年生 - 中学生）
複席250円・複席回数券3回分600円（小学2年生までの児童と高校生以上）
運行日
木曜日、土曜日、日曜日、祝日(春休み、夏休み期間は毎日運行)
その他
初めて乗車する場合は、係員にその旨を申し出なければならない。
みだりに停車することや、他のゴーカートを追い越すことは禁止されている。

### 春のこどもまつり
開園以来2019年までにわたり、年1回、春休みの時期に実施されていた。ゴーカートが無料開放され、パトカーや白バイの展示、子供向け映画（OVA）の上映も行っていた。参加の事前申し込みは不要だが、天候により中止されることがあった。

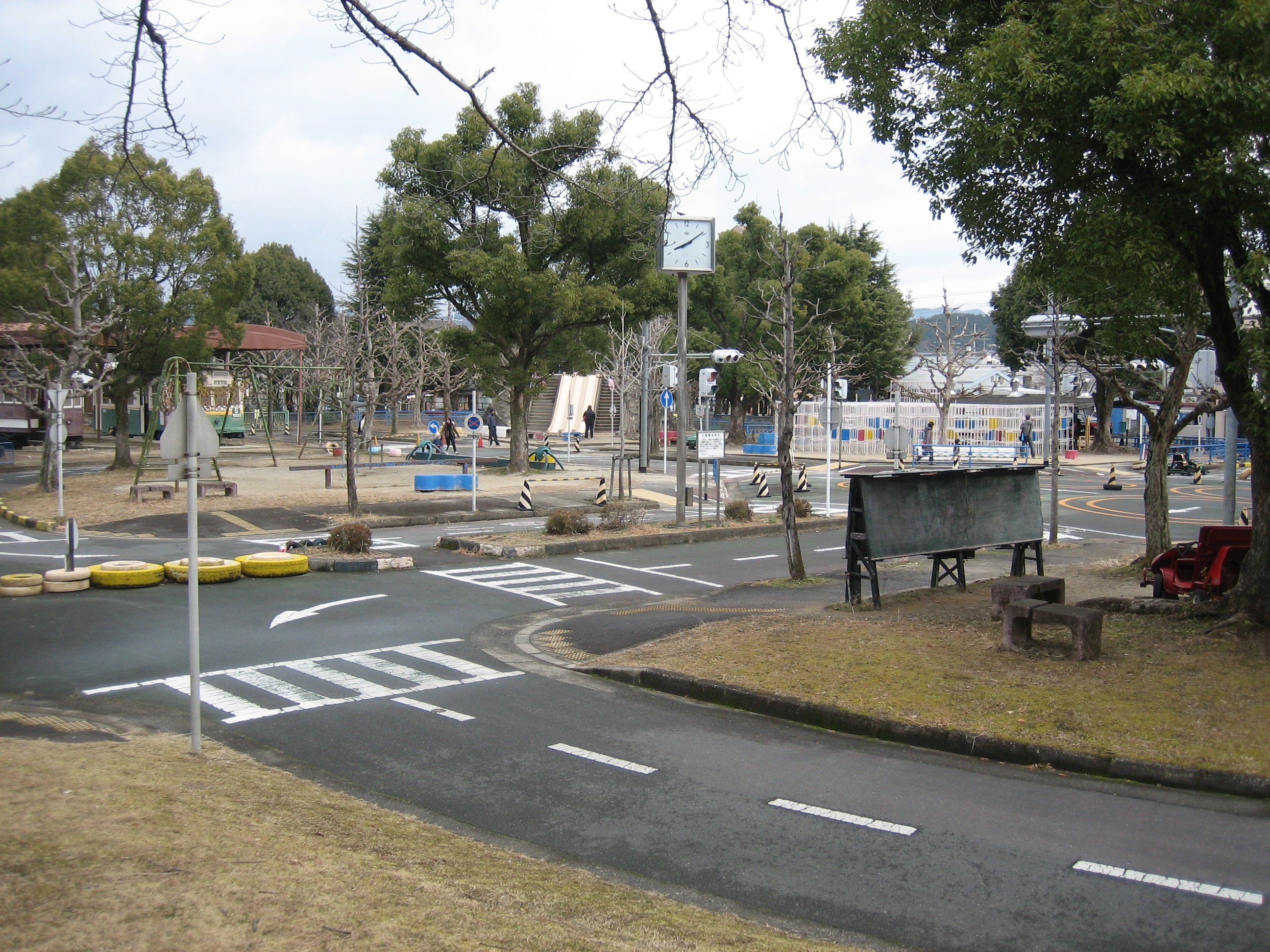
公園中央
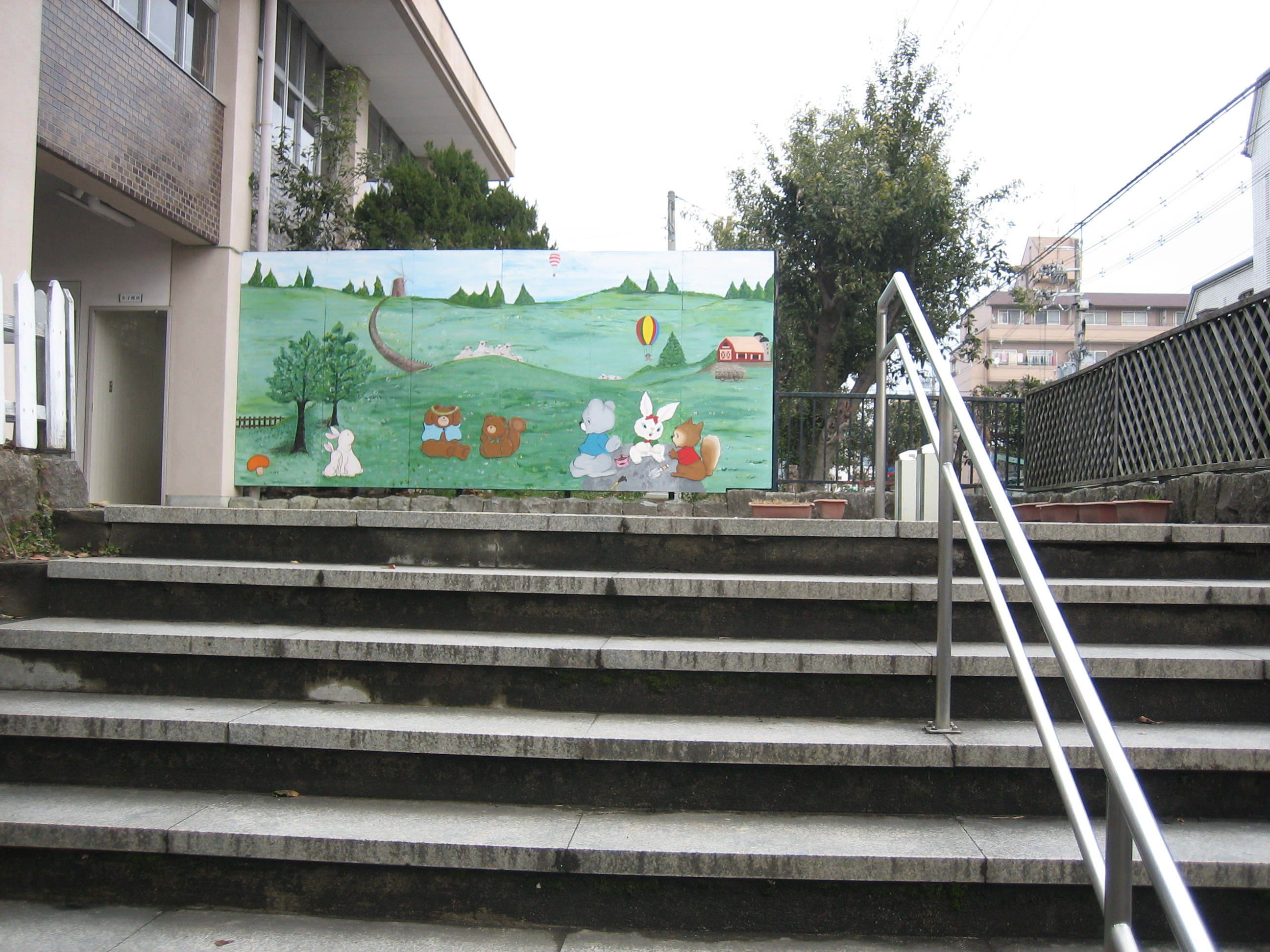
正門入口階段前の絵
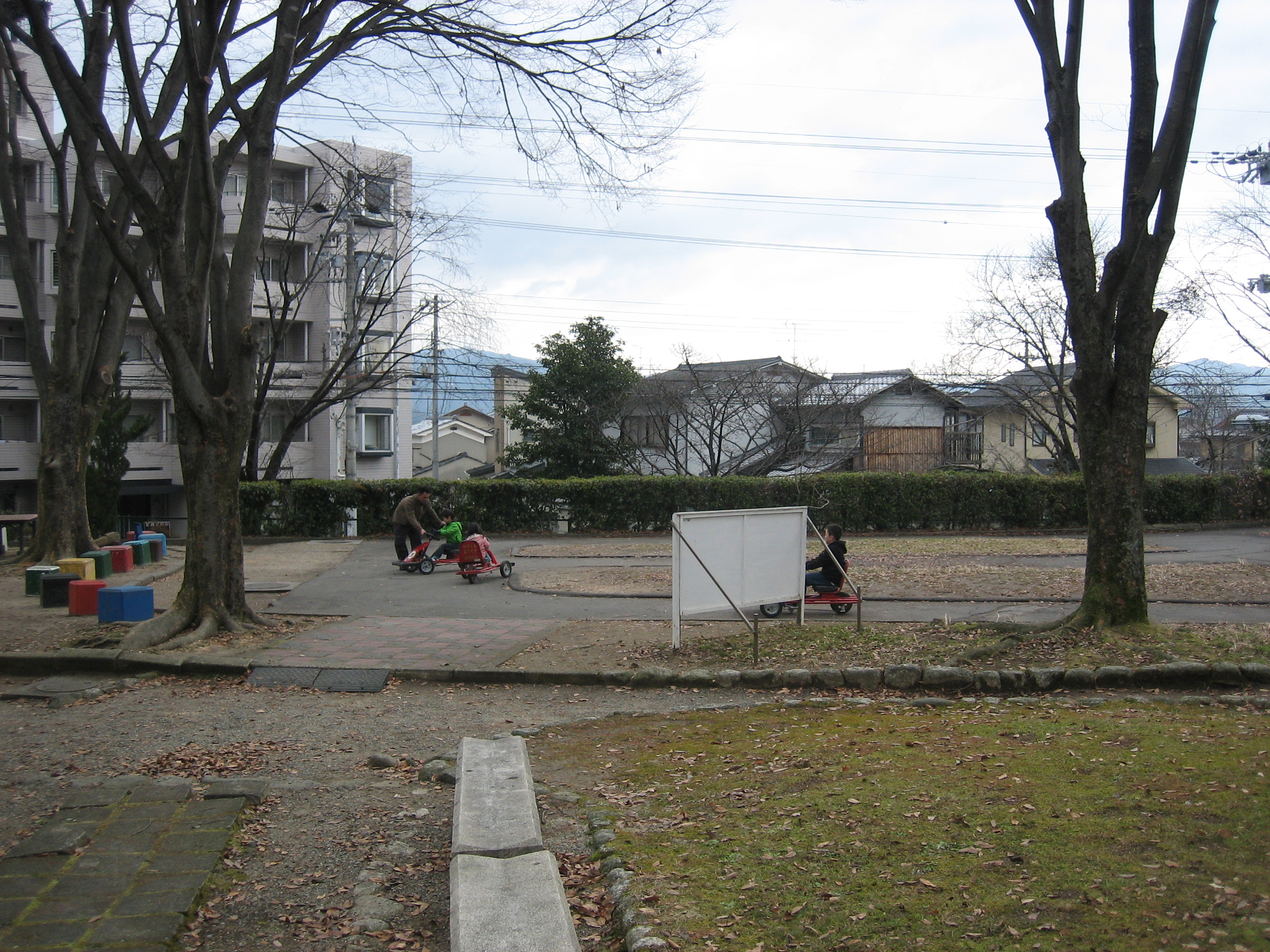
足踏みゴーカート
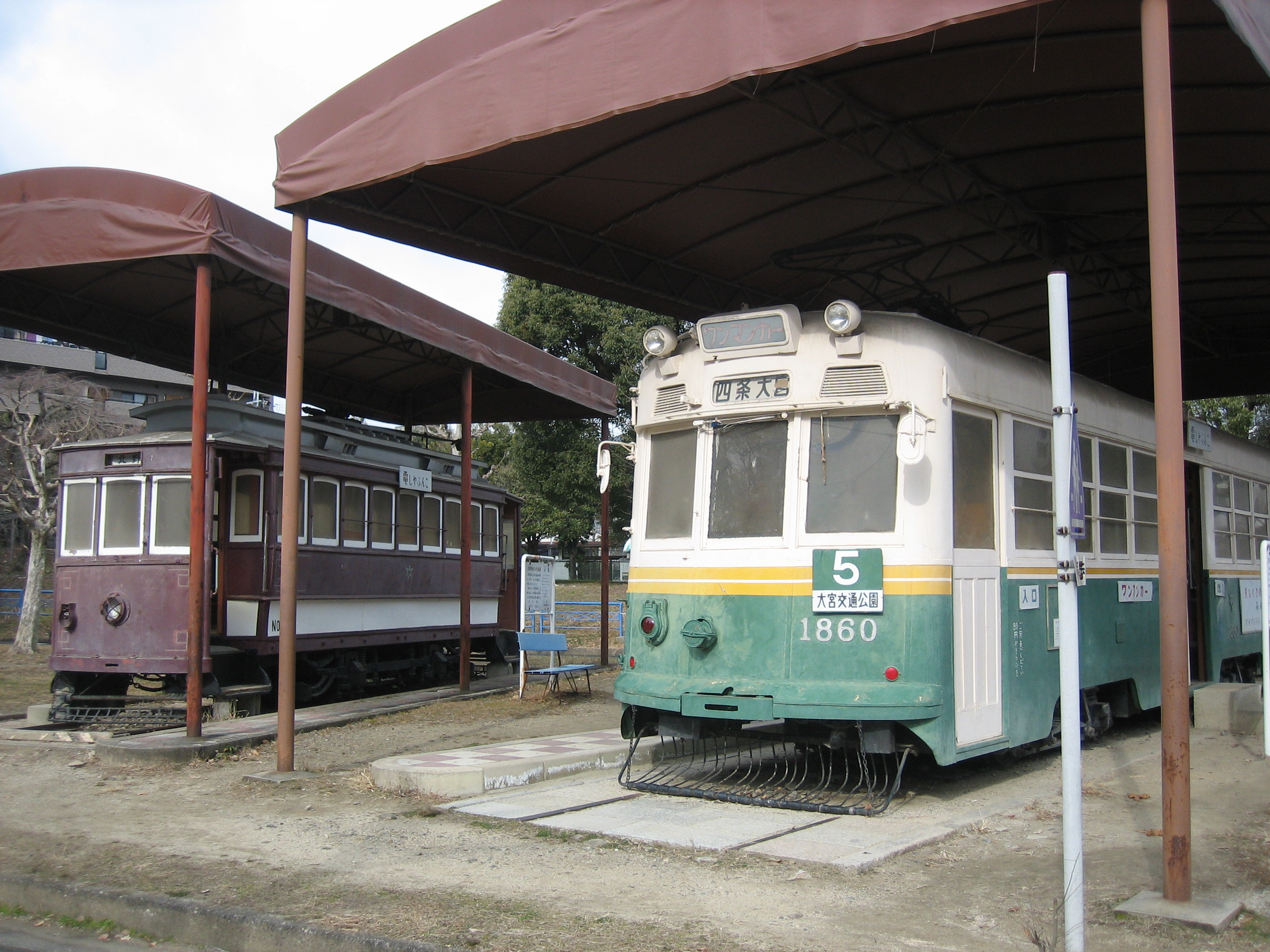
かつての京都市電2両
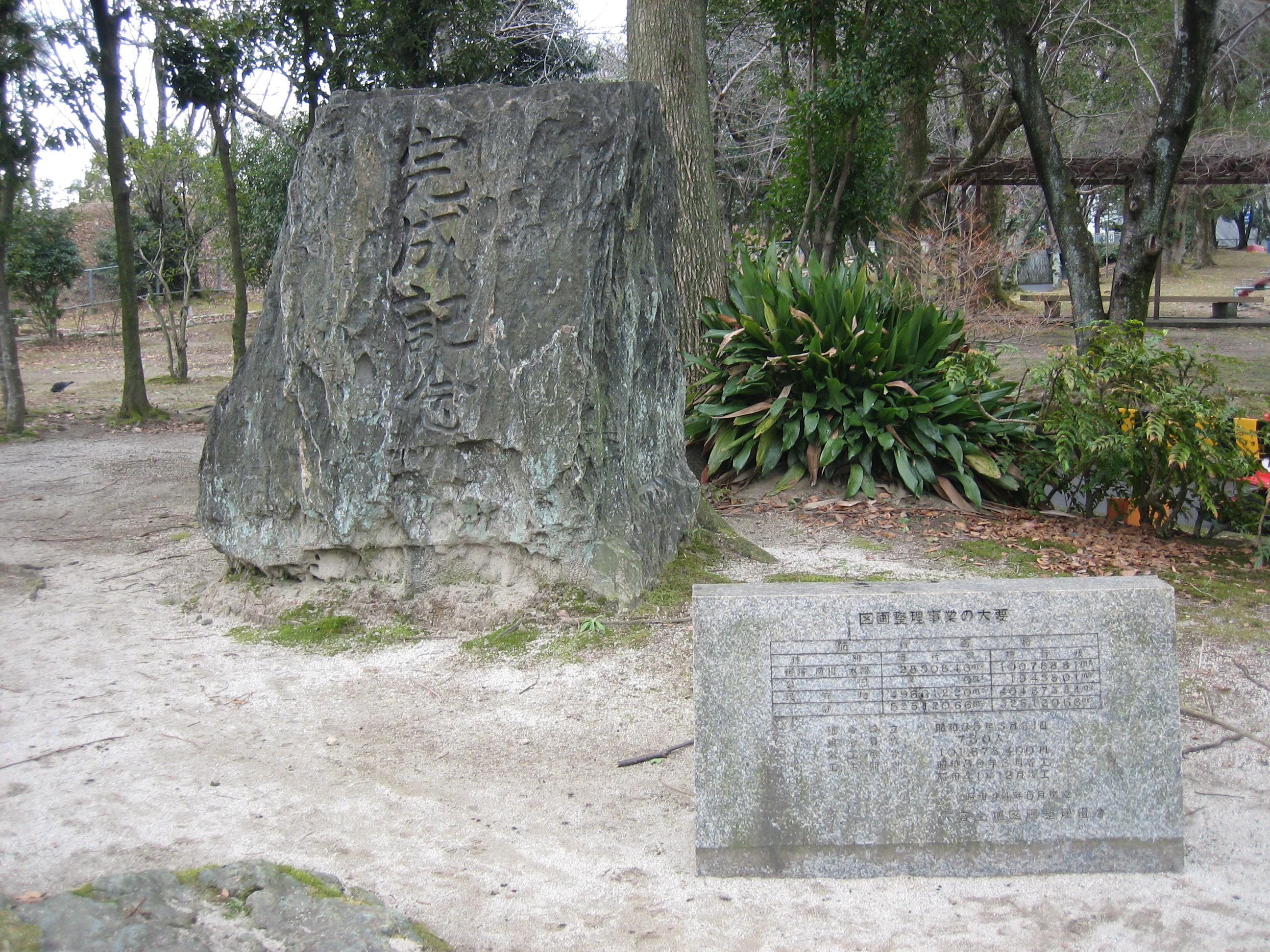
「完成記念」石碑
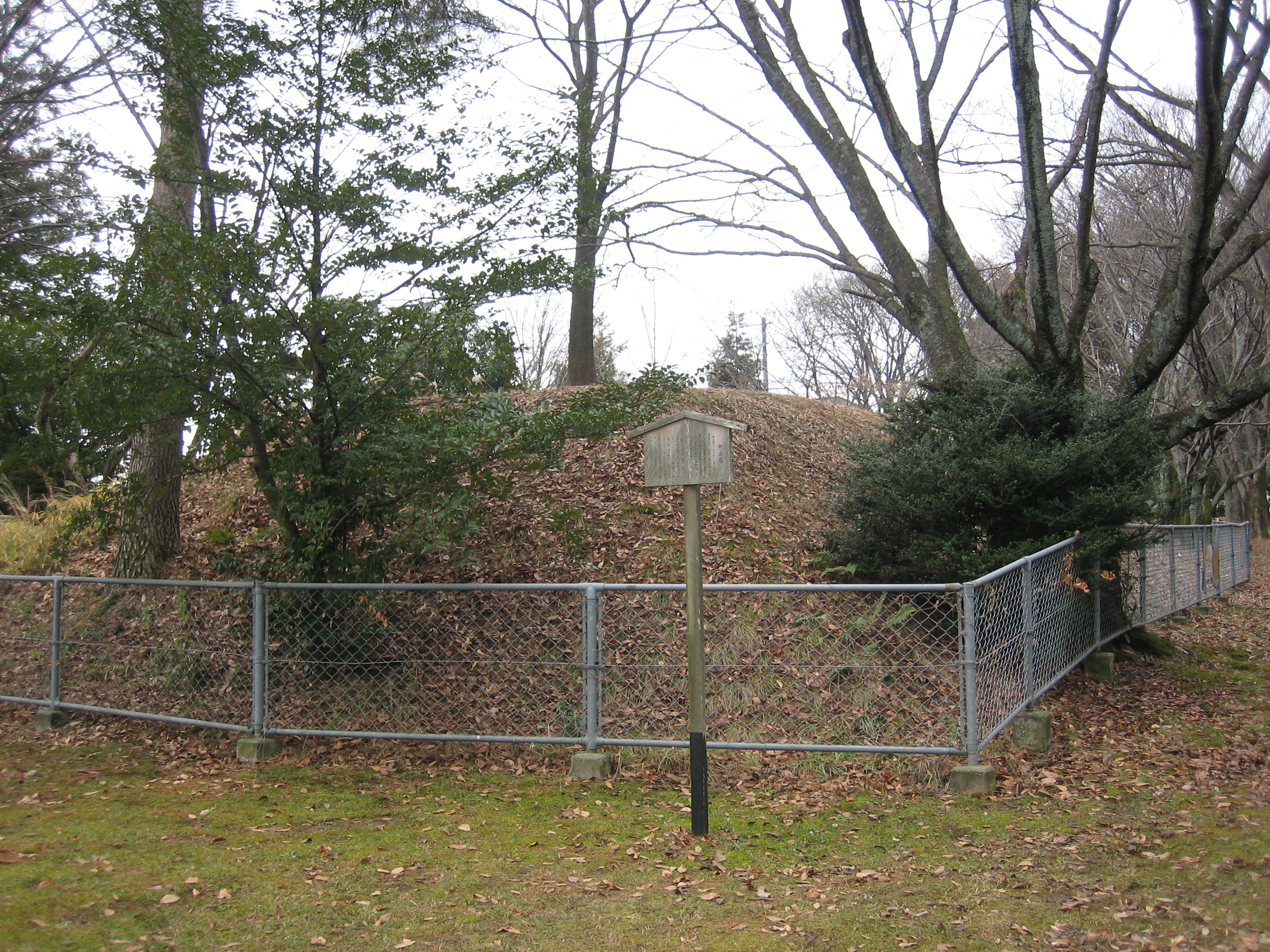
かつてフェンスで覆われていた「御土居」

## 交通
- 京都市営バス特37系統・46系統 大宮交通公園前バス停下車
- 京都市営バス北1・北8系統 常徳寺前バス停下車徒歩約10分